# روبرت فرانكلين ساذرلاند
روبرت فرانكلين ساذرلاند هو سياسي كندي، ولد في 5 أبريل 1859، وتوفي في 23 مايو 1922 في تورونتو في كندا. نشط حزبياً في الحزب الليبرالي الكندي. وقد انتخب عضو مجلس العموم الكندي وانتخب رئيس مجلس العموم الكندي ‏.